# Vaquita
A vaquita-marinha (nome científico: Phocoena sinus) é uma espécie raríssima de toninha endêmica do norte do Golfo da Califórnia. É também conhecida como marsuíno-do-golfo-da-califórnia, toninha-do-golfo, boto-do-pacífico e cochito. Como o baiji (Lipotes vexillifer) foi extinto em 2006, a vaquita assumiu o título de cetáceo mais ameaçado do mundo. Está listado como Criticamente em Perigo (CR) desde 1996. A população foi estimada em 600 em 1997, abaixo de 100 em 2014, aproximadamente 60 em 2015, em torno de 30 em novembro de 2016, e cerca de 12 em março de 2018. Uma estimativa divulgada em março de 2019, com base em dados acústicos coletados no verão de 2018, é que existem no máximo 22 e um mínimo de 6 vaquitas vivas, com a IUCN estimando cerca de 10 indivíduos.
O decréscimo populacional é atribuído às capturas acidentais da pesca ilegal com redes de emalhar para o totoaba (Totoaba macdonaldi), um cienídeo igualmente endêmico do Golfo da Califórnia que também está criticamente ameaçado. O declínio da população ocorreu apesar do investimento de dezenas de milhões de dólares pelo governo mexicano nos esforços para eliminar as capturas. Uma proibição parcial da rede de emalhar foi implementada por dois anos em maio de 2015; o seu vencimento programado no final de maio de 2017 estimulou uma campanha para ampliá-lo e fortalecê-lo. Em 7 de junho de 2017, um acordo foi anunciado pelo presidente mexicano Enrique Peña Nieto para tornar a proibição da rede de emalhar permanente e fortalecer a fiscalização. Além do governo mexicano e de várias organizações ambientais, esse esforço também envolverá as fundações do empresário mexicano Carlos Slim e do ator e ativista ambiental americano Leonardo DiCaprio.
Um programa de proteção/criação em cativeiro, sem precedentes para mamíferos marinhos, foi desenvolvido e submetido a testes de viabilidade, sendo visto como necessário para salvar a espécie. No entanto, a capacidade da vaquita sobreviver e reproduzir-se confinada em um santuário é incerta. O governo mexicano aprovou o plano em 3 de abril de 2017, com início previsto para outubro de 2017. Em novembro de 2017, a tentativa de capturar espécimes selvagens para reprodução em cativeiro foi suspensa após a morte de uma vaquita, a fêmea adulta morreu poucas horas depois de ser capturada. Em dezembro de 2017, o México, os Estados Unidos e a China concordaram em adotar medidas adicionais para impedir o comércio de bexigas de totoabas, porém, a intensificação da caça furtiva e a população extremamente baixa tornam provável que a espécie seja extinta a menos que sejam tomadas medidas drásticas. Se nada for feito, provavelmente será o primeiro cetáceo a ser extinto desde o baiji.

## Descrição

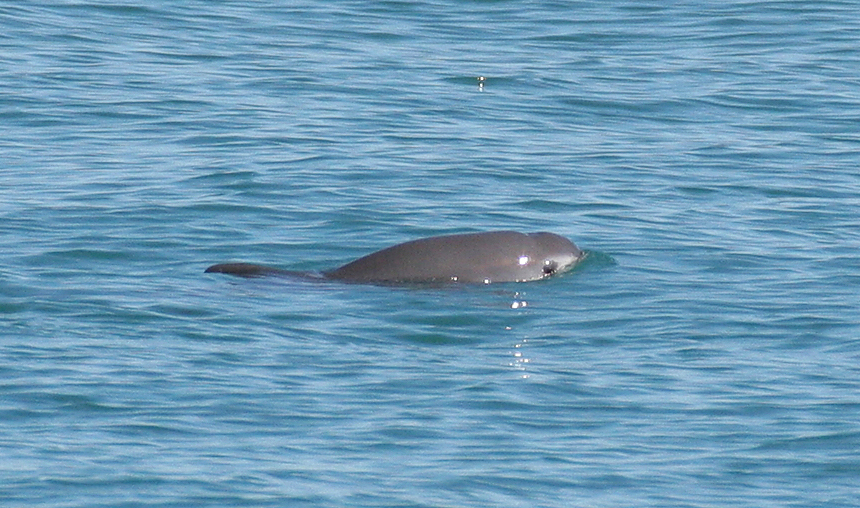
Os Vaquitas têm anéis oculares escuros.

A vaquita é a menor e mais ameaçada espécie de cetáceo e é endêmica do extremo norte do Golfo da Califórnia. A espécie é distinguível pelos anéis escuros ao redor de seus olhos, manchas em seus lábios e uma linha que se estende desde suas barbatanas dorsais até sua boca. Suas costas possuem um cinza escuro que se desvanece na parte inferior branca. Conforme as vaquitas amadurecem, os tons de cinza ficam mais claros. Em média, as fêmeas adultas têm um comprimento de 140,6 cm, em comparação com 134,9 cm dos machos. O tempo de vida, o padrão de crescimento, a reprodução sazonal e o tamanho dos testículos da vaquita são todos semelhantes à toninha-comum. As barbatanas são proporcionalmente maiores que as de outros focenídeos, é mais alta e mais falcada. O crânio é menor e o rosto é mais curto e largo do que nos outros membros do gênero.

## Comportamento

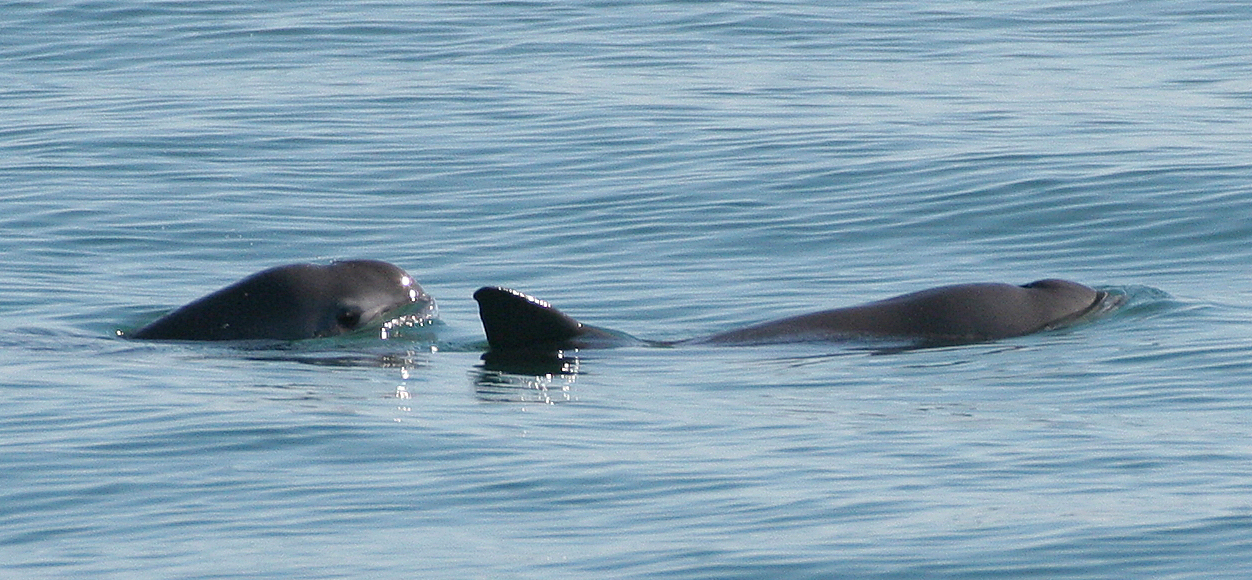
Par de vaquitas

Vaquitas usam sons agudos para se comunicarem uns com os outros e para navegar através de seus habitats com ecolocalização. Eles geralmente se alimentam e nadam em um ritmo calmo. Evitam barcos e são muito evasivas. Vão à superfície para respirar e depois desaparecem rapidamente, o que dificulta sua observação. As vaquitas geralmente ficam sozinhas, a menos que sejam acompanhadas por um filhote, o que significa que elas são menos sociais do que outras espécies de toninhas. Também podem ser mais competitivos durante o período de acasalamento. É a única espécie pertencente à família Phocoenidae que vive em águas quentes. Vaquitas são predadores não seletivos.

### Grupo
Costumam ser vistas isoladamente. Se são vistas juntas, geralmente é em pequenos grupos de dois ou três indivíduos. Menos frequentemente, grupos em torno de dez foram observados, sendo que o maior grupo já encontrado era formado por 40 vaquitas.

### Dieta
Todas as 17 espécies de peixes encontradas em estômagos de vaquita podem ser classificadas como espécies demersais  ou bentônicas que habitam águas relativamente rasas no Golfo da Califórnia. São predadores de crustáceos, peixes pequenos, polvos e lulas. Algumas das presas mais comuns são os teleósteos. Como outros cetáceos, vaquitas podem usar a ecolocalização para localizar presas.

### Ciclo de vida e reprodução
Pouco se sabe sobre o ciclo de vida das vaquitas. Estimativas de maturidade sexual, longevidade, ciclo reprodutivo e dinâmica populacional foram feitas, mas são necessárias mais pesquisas. A maioria dessas estimativas vem de vaquitas que foram presas em redes, algumas são baseadas em outras espécies de toninhas similares às vaquitas.
Estimativas afirmam que vaquitas vivem cerca de 20 anos em condições ideais. Amadurecem sexualmente a 1,3 m de comprimento, aos 3 anos de idade, mas mais provavelmente aos 6 anos. A reprodução ocorre durante o final da primavera ou início do verão. Seu período de gestação é entre 10 e 11 meses. Têm reprodução sazonal e geralmente têm um filhote em março. O período entre os nascimentos, ou o tempo decorrido entre o nascimento da prole, é de 1 a 2 anos. Os jovens são amamentados por cerca de 6 a 8 meses até que sejam capazes de cuidar de si mesmos.

## Distribuição e habitat
O habitat da vaquita é restrito à área norte do Golfo da Califórnia, ou Mar de Cortez. Vivem em lagoas rasas e escuras ao longo da costa. Raramente nadam abaixo de 30 m e são conhecidos por sobreviver em áreas tão rasas que suas costas se projetam acima da superfície. A vaquita é mais frequentemente avistada em águas de 11 a 50 m de profundidade, 11 a 25 km da costa, sobre sedimentos e fundos de argila. Tendem a escolher habitats com águas turvas, porque têm alto teor de nutrientes, o que é importante pois atrai pequenos peixes, lulas e crustáceos dos quais se alimentam. São capazes de suportar as flutuações de temperatura significativas características de águas rasas e turvas.

## Conservação
A vaquita é considerada a mais ameaçada das 129 espécies de mamíferos marinhos existentes. Foi classificada como um dos 100 principais mamíferos Evolutionarily Distinct and Globally Endangered (EDGE) no mundo. O EDGE of Existence Program é um esforço de conservação que tenta ajudar a conservar animais em extinção que representam grandes porções de suas árvores evolutivas. O governo dos EUA listou a vaquita como ameaçada sob o Ato de Espécies Ameaçadas. Ele também é listado pela IUCN e pela CITES na categoria de risco mais crítico de extinção.

### Declínio da população
As vaquitas nunca foram caçadas diretamente, mas sua população está em declínio, em grande parte porque os animais ficam presos em redes de emalhar ilegais destinadas a capturar o totoaba, um grande peixe criticamente ameaçado da família dos cienídeos endêmicos do Golfo da Califórnia. O comércio de bexigas natatórias de totoabas surgiu impulsionado pela demanda da China (onde elas são usadas na sopa, sendo consideradas uma iguaria e também erroneamente consideradas como tendo valor medicinal), o que está exacerbando muito o problema.
Estimativas colocaram a população da vaquita em 567 em 1997. Nos anos 2000, variaram entre 150 a 300.
Com a população tão baixa (85 indivíduos) em 2014, a depressão por endogamia provavelmente começou a afetar a aptidão da espécie, contribuindo para o declínio da população.
Uma equipe internacional de recuperação de vaquita concluiu que a população está diminuindo a uma taxa de 18,5% ao ano, e "a espécie estará em breve extinta a menos que medidas drásticas sejam tomadas imediatamente". O relatório recomendou que a proibição da pesca com redes de emalhar seja aplicada, que medidas sejam tomadas para eliminar a pesca ilegal do totoaba, e que com a ajuda dos EUA e da China, o comércio de bexigas de totoabas seja interrompido.
Em 16 de abril de 2015, Enrique Peña Nieto, presidente do México, anunciou um programa para conservar e proteger a vaquita e o totoaba, incluindo uma proibição de dois anos de pesca na área, patrulhas da Marinha mexicana e apoio financeiro aos pescadores afetados pelo plano.
No início de maio de 2016, o Grupo de Especialistas em Cetáceos da IUCN/SSC relatou que a população da vaquita havia caído para cerca de 60 indivíduos remanescentes em 2015. Isso representa um declínio de 92% em relação ao nível da população de 1997. Somente em março de 2016, pelo menos três vaquitas se afogaram depois de serem enredadas em redes de emalhar prontas para totoaba. O relatório concluiu que a proibição da rede de emalhar teria de ser prolongada indefinidamente, com uma aplicação mais eficaz, caso contrário, a espécie é suscetível de se extinguir dentro de 5 anos.
Em novembro de 2016, de acordo com um relatório divulgado em fevereiro de 2017, a população havia caído para cerca de 30 indivíduos, e foi considerado que a captura de algumas vaquitas remanescentes e a realização de um programa de criação em cativeiro dentro de um santuário era a única esperança de sobrevivência.
Em março de 2018, uma entrevista com o grupo de vigilância Elephant Action League revelou que, provavelmente havia apenas 12 vaquitas remanescentes na região. De acordo com a entrevista, apesar dos recentes esforços para conter a caça furtiva, dezenas de caçadores ainda são vistos pescando todas as noites. É improvável que a população sobreviva à próxima temporada de pesca de totoaba, que começou na mesma época em que a entrevista foi divulgada.

### Ameaças primárias
O afogamento acidental em redes de emalhar é a principal causa de mortalidade antrópica da vaquita. Três vilas de pescadores no norte do Golfo da Califórnia estão principalmente envolvidas na pesca de totoaba e, como resultado, mais diretamente envolvidas em ameaças à vaquita. San Felipe, na Baixa Califórnia, e Golfo de Santa Clara e Puerto Peñasco, em Sonora, têm uma população total de aproximadamente 61.000 habitantes. Até 80% da economia dessas cidades está associada à indústria pesqueira. Um total de 1771 navios compõem a frota artesanal que tem permissão para pescar com redes, com o tamanho total da pesca comercial desconhecido devido à extensão do mercado negro para totoaba. Cerca de 3.000 pessoas estão envolvidas no setor de totoaba em geral.  O impacto econômico total da indústria para a região é estimado em aproximadamente US$ 5,4 milhões anuais. Levantamentos socioeconômicos do norte do Golfo sugeriram que aproximadamente US$ 25 milhões, se investidos na região por meio de educação, compra de equipamentos e colocação de postos de trabalho, poderiam acabar com o problema das capturas acidentais de vaquita.
Estudos realizados no El Golfo de Santa Clara, um dos três principais portos em que vivem vaquitas, indicaram que a pesca com redes de emalhar causou cerca de 39 mortes de vaquitas por ano no final dos anos 90. Embora esses resultados não tenham sido obtidos de toda a extensão do habitat em que vivem as vaquitas, é razoável supor que esses resultados possam ser aplicados a toda a população vaquita e, na verdade, podem até ser um pouco baixos. Mesmo com uma proibição de redes de pesca em toda a área de refúgio de vaquita, que contém 50% do habitat da vaquita, a população ainda está em declínio, o que sugere que uma proibição total do uso de redes de emalhar pode ser a única solução para salvar a população de vaquita. No entanto, cerca de um terço dos pescadores da região ainda está usando redes de emalhar, apesar da imposição de proibições ao seu uso. Redes de arrasto comumente usadas para capturar camarões na área também podem apresentar ameaças devido a seus impactos no ecossistema do Golfo, diretamente através de capturas acidentais ou indiretamente alterando o fundo do mar e as espécies associadas (incluindo presas de vaquita).
Outras ameaças potenciais à população de vaquita incluem alterações de habitat e poluição. O habitat da vaquita é pequeno e o fornecimento de alimentos em ambientes marinhos é afetado pela qualidade da água e pelos níveis de nutrientes. O represamento do alto Rio Colorado reduziu o fluxo de água doce para o golfo, embora não haja evidências empíricas de que o fluxo reduzido do Rio Colorado tenha colocado um risco imediato para a espécie. Além disso, o uso de pesticidas clorados também pode ter um efeito prejudicial. Apesar desses possíveis problemas, a maioria dos corpos recuperados de vaquitas não mostram sinais de emaciação ou estressores ambientais, implicando que o declínio se deve quase exclusivamente à pesca. No entanto, esses riscos adicionais podem representar uma ameaça a longo prazo.
Uma entrevista de 2018 indicou que os pescadores ilegais podem estar à espera da extinção da espécie para pescar com menos restrições.

### Ameaças secundárias
Embora a principal causa da mortalidade de vaquitas seja a captura acidental em redes de emalhar, à medida que os números continuam a diminuir, surgem novos problemas que tenderão a tornar a recuperação mais difícil. Um desses problemas é a redução das taxas de reprodução. Com menos indivíduos no habitat, menos contato ocorrerá entre os sexos e, consequentemente, menos reprodução. Isto pode ser seguido por aumento da endogamia e redução da variabilidade genética no pool genético, após o efeito gargalo.
Em pequenas populações onde a variabilidade genética é baixa, os indivíduos são geneticamente mais semelhantes. Quando os genomas dos pares de acasalamento são mais semelhantes, os traços recessivos aparecem com maior frequência nos descendentes. Esses impactos secundários da diminuição dos números de vaquita não são necessariamente uma ameaça ainda, mas se tornarão problemáticos se a população continuar a cair. Além disso, como as taxas de crescimento populacional são geralmente baixas, é improvável que a população de vaquita se recupere rapidamente mesmo após a remoção dos fatores de risco antropogênico para sua sobrevivência. Segundo algumas estimativas, a taxa máxima de crescimento potencial para a espécie é inferior a 4%.

### Consequências ecológicas
O desaparecimento da vaquita terá um impacto ecológico significativo no norte do Golfo da Califórnia. O Golfo da Califórnia é considerado um grande ecossistema marinho, devido à sua alta diversidade de espécies e ao grande tamanho do habitat.
Embora a vaquita seja responsável por apenas uma pequena porcentagem das dietas de tubarões na região, a sua extinção poderia causar efeitos negativos nos tamanhos das populações de tubarões, além disso, o desaparecimento da vaquita pode levar a uma potencial superpopulação de suas presas, como peixes bentônicos, lulas e crustáceos.
Os esforços de conservação para a vaquita são principalmente focados em restrições de pesca para evitar sua captura. Essas restrições de pesca podem ser benéficas para os peixes, bem como para a vaquita. Como resultado do aumento das restrições ao uso das redes de emalhar, as populações das espécies de peixes e camarões receberão proteção contra a pesca excessiva. Historicamente, muitas espécies pescadas comercialmente sofreram impactos devastadores devido à sobrepesca, e o programa de conservação da vaquita pode diminuir a gravidade de tal devastação no futuro. Outra solução para evitar as capturas acidentais seria redesenhar as redes de pesca, que poderiam ser usadas normalmente, sem prejudicar as vaquitas.

### Esforços de recuperação
Como as vaquitas são endêmicas do Golfo da Califórnia, o México lidera os esforços de conservação com a criação do Comitê Internacional para a Recuperação da Vaquita (CIRVA), que tentou evitar a morte acidental de vaquitas, proibindo o uso de redes de pesca no habitat da vaquita. O CIRVA concluiu em 2000 que entre 39 e 84 indivíduos são mortos a cada ano por essas redes de emalhar. Para tentar evitar a extinção, o governo mexicano criou uma reserva natural que cobre a parte superior do Golfo da Califórnia e o delta do Rio Colorado. O CIRVA recomenda que esta reserva seja estendida para o sul, para cobrir toda a área conhecida da vaquita e que os arrastões sejam completamente banidos da área de reserva.
Em 28 de outubro de 2008, Canadá, México e Estados Unidos lançaram o Plano de Ação de Conservação da América do Norte para a vaquita, sob a jurisdição da Comissão de Cooperação Ambiental, uma organização ambiental do NAFTA. Também em 2008, o México lançou o programa PACE-VAQUITA, outro esforço para ajudar a preservar a espécie.
Em novembro de 2014, o Greenpeace do Reino Unido lançou uma campanha pedindo que seus membros escrevessem ao Presidente Peña Nieto para estender a reserva da vaquita, bem como iniciar o diálogo com os chineses e os EUA sobre o transporte comercial e consumo de produtos de espécies que ameaçam o futuro da vaquita, como o peixe totoaba, usado na medicina chinesa.
Em maio de 2015, o México autorizou uma proibição emergencial de rede de emalhar na área do habitat da vaquita, em uma tentativa de deter o declínio da população. Em dezembro de 2015, a Sea Shepherd Conservation Society lançou a Operação Milagro, uma campanha de ação direta para patrulhar o habitat para proteger a vaquita. A Sea Shepherd fez uma parceria com a Marinha Mexicana em um esforço conjunto para remover redes ilegais, liberar a vida selvagem presa, obter evidências visuais de caça furtiva na área e realizar contatos com comunidades locais e biólogos marinhos. No outono de 2016, um novo programa internacional para localizar e remover equipamentos de pesca ilegais ou abandonados na área de ocorrência da vaquita começou, encontrando 31 redes de emalhar ilegais em 15 dias. Em 8 de abril de 2017, a Sea Shepherd retirou sua 200º rede de emalhe das águas mexicanas desde o início da Operação Milagro III em dezembro de 2016.
Como essas medidas não conseguiram deter o declínio, em fevereiro de 2017, foi considerado que um programa que colocasse uma parcela da população remanescente em cativeiro era necessário para salvar a espécie. Medidas adicionais consideradas necessárias estenderiam a proibição permanente da rede de emalhar à pesca legal de corvina (que pode fornecer cobertura para a pesca ilegal de totoaba), melhorando a aplicação da regulamentação pesqueira e aumentando as penalidades por violações, e acelerando o desenvolvimento de artes de pesca alternativas favoráveis à vaquita para pescadores locais. A proibição da rede de emalhar estava prevista para expirar no final de maio de 2017; à medida que essa data se aproximava, uma campanha entre os conservacionistas para estender a proibição reuniu força nas mídias sociais, com celebridades se envolvendo.
Em 7 de junho de 2017, foi anunciado pelo presidente Peña Nieto que a proibição da rede de emalhar seria ampliada e tornada permanente. Haverá também novos esforços para reforçar a proibição e processar os infratores. Para desencorajar a contornar as regras, a pesca noturna será proibida e o monitoramento dos pontos de entrada e saída será estabelecido para os navios de pesca que operam na zona protegida. O acordo foi assinado pelo presidente e pelos secretários mexicanos do meio ambiente, agricultura e marinha. As fundações do empresário mexicano Carlos Slim e do ator americano e ativista ambiental Leonardo DiCaprio também se comprometeram a apoiar a implementação do plano.
A proposta de um programa de reprodução em cativeiro deve lidar com a maior dificuldade de manter toninhas em cativeiro em relação aos golfinhos, devido à sensibilidade das toninhas à perturbação e ao estresse. O sucesso em manter os animais cativos só foi alcançado nos últimos anos. O esquema envolve o uso de golfinhos treinados da Marinha dos EUA para localizar as vaquitas, junto com aeronaves e uma embarcação de observação. Algumas dessas vaquitas podem ser marcadas e liberadas para fins de pesquisa, enquanto outras seriam mantidas em cativeiro. As últimas vaquitas seriam transferidas para cercados de mar ao longo da costa do golfo. Uma vez que o sucesso foi alcançado na campanha para eliminar a ameaça de redes de emalhar, vaquitas em cativeiro poderiam então ser devolvidas à natureza.
Este programa, chamado VaquitaCPR (Conservação, Proteção e Recuperação da Vaquita), começou a capturar vaquitas do Golfo no outono de 2017. No entanto, as duas tentativas iniciais resultaram na morte de uma vaquita. Em 6 de novembro de 2017, o ministro do Meio Ambiente do México anunciou que uma vaquita fêmea havia sido capturada com sucesso e levada para um recinto, mas morreu várias horas depois, evidentemente devido ao estresse. O programa de criação foi fechado logo depois, e em fevereiro de 2018, um programa concebido em 2017 foi financiado, o qual produziria totoaba em três fazendas de peixes dedicadas para reduzir o tamanho do mercado negro de totoabas e assim diminuir os assassinatos acidentais de vaquita.
Os esforços de recuperação foram considerados muito lentos e inadequados, com grandes quantidades de caça furtiva ainda acontecendo, reduzindo a população a uma dúzia. A Sea Shepherd e a Elephant Action League aparentemente são as únicas organizações que têm uma presença constante no monitoramento da população.